# 314 v.Chr.
Het jaar 314 v.Chr. is een jaartal volgens de christelijke jaartelling.

## Gebeurtenissen

### Griekenland
- Cassander voert een strafexpeditie tegen de Aetoliërs, deze zijn bondgenoten van Antigonus I.
- Cassander verovert Agrinion, hij laat de inwoners vermoorden en de overlevenden als slaaf afvoeren.
- Antigonus I valt Syrië binnen en belegert één jaar de havenstad Tyrus. De Egyptische vloot onder Seleucus I bezet Cyprus.
- Medius van Larisa, een admiraal van Antigonus I, verslaat de Griekse vloot van Cassander in de zeeslag bij Pydna.

## Overleden
- Aeschines (~389 v.Chr. - ~314 v.Chr.), Atheens redenaar (75)
- Xenocrates (~400 v.Chr. - ~314 v.Chr.), Grieks filosoof (86)